# Пратт, Генри Ларк

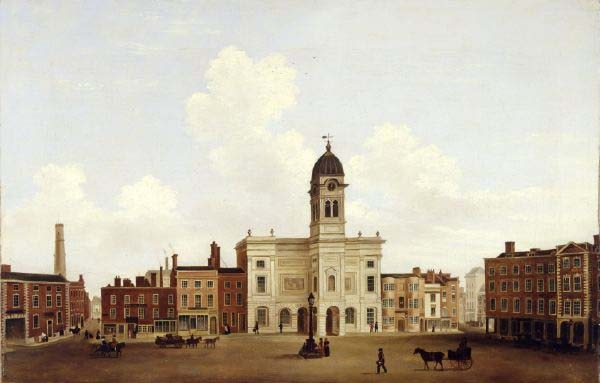
Рынок в Дерби в 1850 году

Генри Ларк Пратт (англ. Henry Lark Pratt) — английский художник, учившийся в фарфоровой промышленности.
Пратт родился в приходе Святого Петра в Дерби 16 февраля 1805 года и поступил учеником в фарфоровую промышленность на завод Дерби в возрасте около 12 лет. Пратт мог завершить своё обучение в 1824 году; он остался в Дерби до 1830 года. После этого он работал в Минтонсе с 1831 года по ноябрь 1836 в качестве художника. За шесть месяцев до его отъезда в Минтонс он женился на Маргарет Виндзор из Сток-он-Трент. У Генри и Маргарет было шесть детей; первый — в 1837 году и пятью в Стоке. В 1839 году родился сын, которого назвали в точности так же, как отца, и который тоже стал художником.
В 1841 году Пратт в переписи указал свою профессию как «художник», и в 1844 году он начал проявлять интерес к масляной живописи. Затем он был нанят для зарисовок пышных залов в соседних округах. Он любил живопись и увлёкся пейзажами, особенно долиной Доведейл на границе Дербишира и Стаффордшира. Покровителями его творчества были герцоги Девонширские и королева Виктория, купившая сервиз с видами Виндзорского замка, которые нарисовал Пратт.
Он вернулся в Дерби в 1851 году, где по-прежнему зарабатывал на жизнь художественными навыками, содержавшими его жену и девять детей. В 1861 году он описал себя как «художник-пейзажист Китая». Он умер 3 марта 1873 года в городе Сток-он-Трент. Его сын Генри Ларк Пратт изменил своё имя на Хинтон, чтобы попытаться избежать путаницы с отцом, но это было незначительно, поскольку картины, как обнаружилось, были подписаны «H.L. Pratt». Пратт (младший) выставился в Королевской Академии в 1867 году, а через шесть лет его другую картину приняло Общество британских художников. Он умер в 1875 году в возрасте 36 лет.
Несколько картин Пратта хранится в Музее и художественной галерее Дерби и в галерее Ньюкасл-апон-тайма.